# 卡里道
卡里道（Kareedouw）是南非的城鎮，位於該國東南部，由東開普省負責管轄，距離伊莉莎白港120公里，面積1.67平方公里，2001年人口743，人口密度每平方公里440人。城市在1750年左右建立。